# Лутовиново (Покровский район)
Лутовиново — деревня в Покровском районе Орловской области.
Входит в состав Топковского сельского поселения.

## География
Расположена севернее административного центра поселения — села Топки, на правом берегу реки Топки.
Автомобильная дорога соединяет Лутовиново с селом Топки. В деревне имеется одна улица: им. И. С. Тургенева.

## Население
| 2010 |
| ---- |
| 44   |